# Harald Philipp
Harald Philipp (Hamburg, 24 d'abril de 1921 - Berlín, 5 de juliol de 1999) va ser un director de cinema, guionista i actor alemany.

## Biografia
Després de completar els seus estudis de secundària, de l'1 de gener de 1938 fins a l'1 de gener de 1941 va treballar a l'empresa comercial de gra d'Hamburg d'Alfred C. Toepfer. El 1940, mentre encara era aprenent, va dirigir de manera independent la branca de ceràmica a Posen. El 1941 va aprovar l'examen d'assistent comercial a la Cambra d'Indústria i Comerç d'Hamburg. Després va ser reclutat a l'exèrcit, es va unir al Grup d'Exèrcits Sud i va ser llicenciat el 1945 com a tinent. Harald Philipp va rebre lliçons d'interpretació de Helmuth Gmelin a Hamburg. El 1946 va debutar com a actor. El 25 d'octubre de 1947 es va casar amb l'actriu Erika (coneguda com Viola) Liessem. Va aparèixer als escenaris d'Osnabrück, Hannover i Colònia. Després va assumir la feina d'assistent de càmera i va treballar com a director de doblatge per a l'emissora berlinesa RIAS. També va ser el director del primer programa del cabaret berlinès Die Stachelschweine.
El 1956 va dirigir el seu primer llargmetratge. Van seguir diverses comèdies musicals i pel·lícules bèl·liques, la majoria de les quals va escriure el guió. A la dècada de 1960 va dirigir les adaptacions de llibres de Karl May Winnetou und das Halbblut Apanatschi i Der Ölprinz així com les pel·lícules de Jerry Cotton Mordnacht in Manhattan i Um null Uhr schnappt die Falle zu.
El 1960, es van estrenar una darrere l'altra dues pel·lícules d'Harald Philipp basades en novel·les de Heinz Konsalik, que van ser una de les pel·lícules de més èxit comercial a Alemanya el 1960: Strafbataillon 999, estrenada l'11 de febrer de 1960. a Múnic i Division Brandenburg, primera actuació el 15 de setembre de 1960 a Colònia.
En la crítica cinematogràfica, les produccions de Philipp gairebé sempre van tenir una acollida molt negativa. Una vegada i una altra es va criticar que gairebé no hi havia tensió a les seves pel·lícules, tot i ser excessivament cordials, sentimentals i sovint brutals. Kay Weniger va jutjar que les pel·lícules de Philipp "mostraven l'artesania rutinària, però no revelaven cap inspiració ni tan sols una escriptura individual".
En anys posteriors, Harald Philipp es va centrar completament en les contribucions a sèries de televisió com Familie Buchholz, Sergeant Berry, Die Protokolle des Herrn M. i Drei Damen vom Grill.
L'11 de març de 2005, es va instal·lar una placa commemorativa de llautó en honor seu a la seva antiga casa de Berlín a Kudowastrasse 15/cantonada de Flinsberger Platz 3.

## Filmografia
- 1957: Siebenmal in der Woche
- 1957: Träume von der Südsee
- 1957: Heute blau und morgen blau
- 1958: Rivalen der Manege
- 1958: Der Czardas-König
- 1959: Tausend Sterne leuchten
- 1960: Strafbataillon 999
- 1960: Division Brandenburg
- 1961: Unter Ausschluß der Öffentlichkeit
- 1961: Auf Wiedersehen
- 1965: Der Ölprinz
- 1965: Mordnacht in Manhattan
- 1966: Um null Uhr schnappt die Falle zu
- 1966: Winnetou und das Halbblut Apanatschi
- 1967: Liebesnächte in der Taiga
- 1969: Un hombre solo
- 1969: Blonde Köder für den Mörder
- 1971: Hurra, wir sind mal wieder Junggesellen!
- 1971: Die Tote aus der Themse
- 1971: Ehemänner-Report
- 1972: Der Fall Opa
- 1975: Die Brücke von Zupanja
- 1978: Geschichten aus der Zukunft